# Livstidssenator
En livstidssenator är en senator vald eller utnämnd på livstid. Systemet tillämpas i flera länder. År 2013 var 6 av 321 italienska senatorer, 4 av 47 burundiska senatorer och samtliga ledamöter i brittiska överhuset (med undantag för de 26 biskoparna, som har sina platser fram till att de går i pension vid 70 års ålder) sina platser på livstid. Flera sydamerikanska länder brukade upphöja tidigare presidenter till livstidssenatorer, men har sedermera upphört med detta.

## Italien
I Italien utnämns en senatore a vita av presidenten "för framstående patriotiska förtjänster inom det sociala, vetenskapliga, konstnärliga eller litterära området". Tidigare presidenter är livstidssenatorer ex officio.
Den italienska författningen begränsar antalet livstidssenatorer, bortsett från tidigare presidenter, till fem. De har samma rättigheter som valda senatorer, inklusive rösträtt i senaten och behörighet att väljas till senatens talman. Deras mandatperiod tar inte slut när senaten upplöses.
Alla italienska presidenter bortsett från Oscar Luigi Scalfaro har gjort minst en utnämning av livstidssenator. Luigi Einaudi utnämnde åtta senatorer.

### Lista över Italiens livstidssenatorer
Den 18 september 2024 fanns det fem livstidssenatorer:
- Elena Cattaneo – 62 år, utnämnd.
- Mario Monti – 81 år, utnämnd.
- Renzo Piano – 87 år, utnämnd.
- Carlo Rubbia – 90 år, utnämnd.
- Liliana Segre – 94 år, utnämnd.

Tidigare livstidssenatorer:
| - Claudio Abbado - Giulio Andreotti - Giovanni Agnelli - Carlo Bo - Norberto Bobbio - Pietro Canonica - Guido Castelnuovo - Carlo Azeglio Ciampi - Emilio Colombo - Francesco Cossiga - Eduardo De Filippo - Francesco De Martino - Enrico De Nicola - Gaetano De Sanctis | - Luigi Einaudi - Amintore Fanfani - Giovanni Gronchi - Pasquale Jannaccone - Giovanni Leone - Rita Levi-Montalcini - Mario Luzi - Cesare Merzagora - Eugenio Montale - Giorgio Napolitano - Pietro Nenni - Giuseppe Paratore - Ferruccio Parri - Sandro Pertini - Sergio Pininfarina | - Camilla Ravera - Meuccio Ruini - Carlo Alberto Salustri, känd som Trilussa - Giuseppe Saragat - Oscar Luigi Scalfaro - Antonio Segni - Giovanni Spadolini - Luigi Sturzo - Paolo Emilio Taviani - Arturo Toscanini - Leo Valiani - Vittorio Valletta - Umberto Zanotti Bianco |

## Kanada
Medlemmar av den kanadensiska senaten utnämndes på livstid fram till 1965. Senare utnämnda senatorer avgår senast när de fyller 75 år.

## Sydamerika
En rad sydamerikanska länder har gett tidigare presidenter rätt till en plats i senaten på livstid (senador vitalicio). Enär ordningen ansetts som odemokratisk har den avskaffats i de flesta länder. Paraguay har fortfarande en sådan ordning, men livstidssenatorerna har ej rösträtt. I Venezuela fanns ordningen från 1961 till 1999, i Peru från 1979 till 1993 och i Chile från 1980 till 2005. Augusto Pinochet var livstidssenator i Chile fram till 2000, men tilldömdes att bli fråntagen sin plats.

## Frankrike
Under tredje franska republiken bestod den franska senaten av 300 medlemmar, och av dessa var 75 oavsättliga (sénateurs inamovibles). Ordningen infördes 1875 och avskaffades för nya senatorer 1884, ehuru redan utnämnda behöll sina platser. Den siste franske livstidssenatorn, Émile Deshayes de Marcère, dog 1918. Tillhopa fanns det 116 livstidssenatorer.